# Max Brady
Max Brady (geboren als Maxwell Becker) is een personage uit de soapserie Days of our Lives. De rol wordt sinds 2005 gespeeld door de acteur Darin Brooks. Daarvoor werd de rol gespeeld door verschillende acteurs toen Max nog een jongetje was.

## Personagebeschrijving
Max Becker werd door zijn vader Trent Becker misbruikt en liep van huis weg. Hij werd beschermd door Frankie Donner, nu Frankie Brady. Samen belandden ze in Salem en werden ze in huis genomen door Steve Johnson en zijn vrouw Kayla Brady. Frankie en Max werden geadopteerd door Kayla’s ouders Shawn en Caroline Brady. Naast Kayla kregen ze er ook nog twee broers, Roman en Bo bij en een zus Kimberly. Gezien de jonge leeftijd van Max had hij weinig verhaallijn en kwam niet zo vaak in beeld, in tegenstelling tot Frankie. In 1988 verliet hij samen met Frankie de stad en keerde in 1990 weer met hem terug. Frankie verliet Salem in 1991 opnieuw, maar Max bleef nu. In 1992 werd hij op zomerkamp gestuurd en keerde hier niet van terug, daarna werd er vrijwel niet meer over hem gepraat.
Meer dan een decennium later, in 2005 liep Jennifer Horton hem en Frankie tegen het lijf en ze kwamen terug naar Salem. Max was nu een jongeman en was meteen aangetrokken tot Chelsea Benson, die wettelijk gezien zijn nichtje was, al wisten ze dat op dat moment nog niet.
Toen Chelsea per ongeluk haar broertje Zack Brady aanreed met de auto, waardoor Zack uiteindelijk stierf steunde Max haar. Uiteindelijk verbrak hij de relatie met Chelsea omdat hij vond dat ze te onvolwassen was voor hem. Dan flirtte hij kort met Stephanie Johnson, die ook zijn wettelijke nicht was.
Dan begon Max af te spreken met Mimi Lockhart, die van zijn neef Shawn-Douglas Brady aan het scheiden was. Max ging dineren met Abby Deveraux zonder dat Mimi op de hoogte was en Abby vertelde dat ze verliefd was op Max. Hij gaf toe dat hij ook tot haar aangetrokken was maar hier niets mee gedaan had omdat ze acht jaar jonger was. Max zei dat hij nu bij Mimi is en dat hij en Abby hun kans verkeken hebben. Nadat Mimi wegging uit Salem begon Max met Abby af te spreken, maar ook zij verliet Salem om bij haar ouders in Londen te gaan wonen.
De volgende liefde van Max werd Stephanie Johnson.